# Отель Капри
Отель Капри (исп. Hotel Capri) — исторический отель, расположенный в центральной Гаване, столице Кубы. 

## История

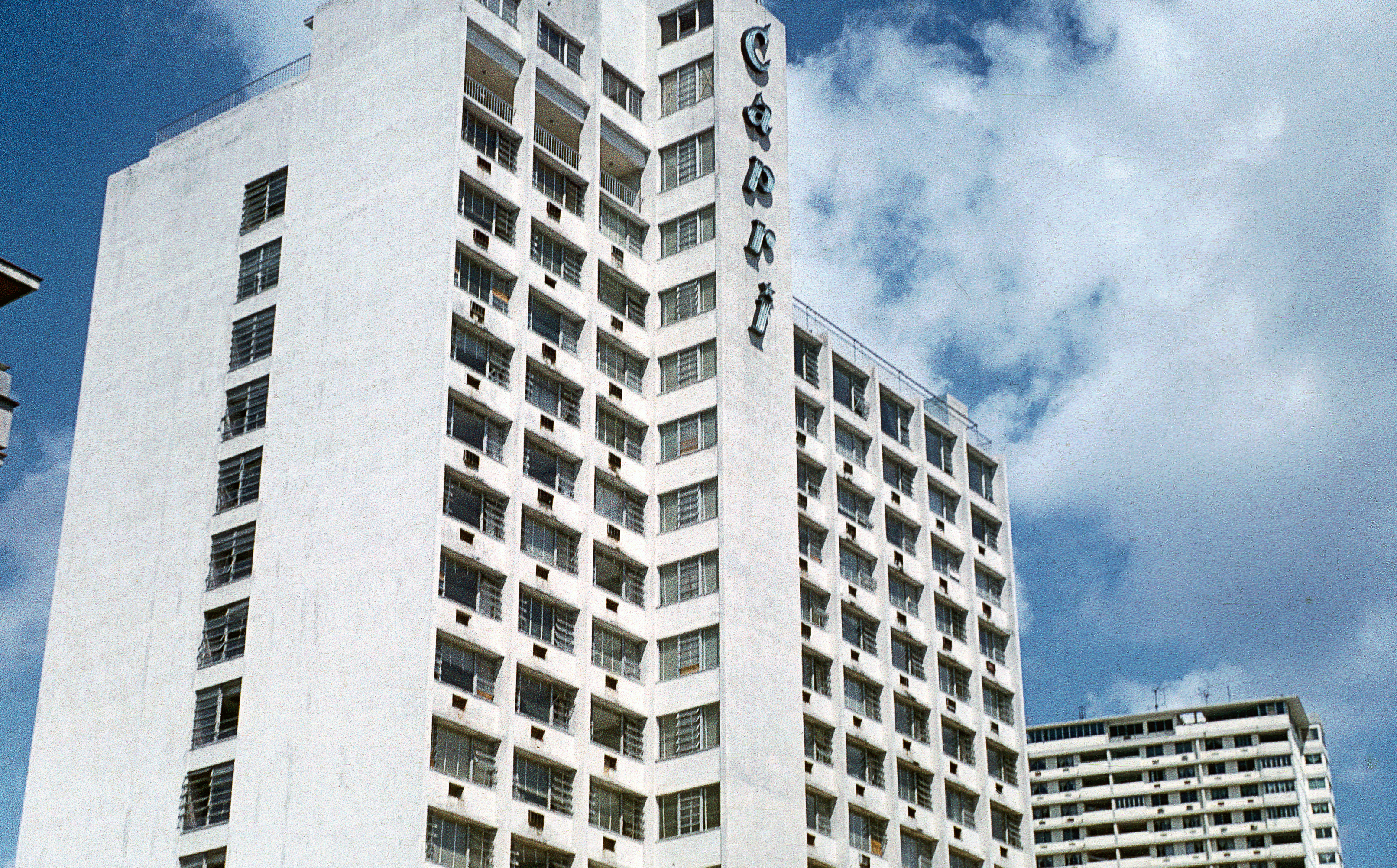
Отель Капри в 1973 году.

В 1955 году президент Кубы Фульхенсио Батиста принял закон об отелях, предлагая налоговые льготы, государственные займы и лицензии на казино всем желающим построить в Гаване отели стоимостью свыше 1 миллиона долларов или ночные клубы за 200 000 долларов. Этот законопроект привлёк Меера Лански и его мафиозных соратников, решившими воспользоваться этими привилегиями.
Отель Капри был построен одним из первых по этому закону. Он расположился всего в двух кварталах от отеля Насьональ и открылся в ноябре 1957 года. Благодаря своим 250 номерам, 19-этажное здание было одним из крупнейших отелей-казино в Гаване в период своего расцвета. Он мог похвастаться бассейном на своей крыше.
Принадлежащий гангстеру Санто Траффиканте-младшему из Тампы (штат Флорида) отель-казино управлялся Николасом Ди Костанцо, рэкетиром Чарльзом Турином (Чарли «Лезвие») и Сантино Масселли («Сонни Мясник») из Бронкса (Нью-Йорк). После открытия отеля был нанят актёр Джордж Рафт для представления заведения на публике во время его пребываний на Кубе. Считалось, что у него также были свои значительные интересы в этом заведении.
Проект отеля разработал архитектор Хосе Канавес. Впоследствии отель вместе со знаменитым казино был сдан в аренду американскому отельеру "Скипу" Шепарду. Отель Капри был национализирован кубинским правительством в октябре 1960 года, а казино было закрыто.
Отель был известен как Hotel Horizontes Capri в 1990-х годах до своего закрытия в 2003 году. Он вновь открылся в январе 2014 года после капитального ремонта под управлением испанской сети NH Hoteles как Hotel NH Capri La Habana.

## В кинематографе
- Бассейн на крыше отеля можно видеть в первой сцене фильма Михаила Калатозова «Я — Куба».
- Главный вход и прилегающая площадь видны во втором эпизоде советского шпионского мини-сериала «ТАСС уполномочен заявить…».
- В фильме «Крёстный отец 2» Фредо Корлеоне приносит чемодан с 2 миллионами долларов своему брату Майклу в отель Капри. Сцена снималась в Доминиканской Республике, где отель Эль Эмбахадор выступал в роли гаванского отеля Капри.